# Diadegma crataegi
Diadegma crataegi är en stekelart som beskrevs av Horstmann 1980. Diadegma crataegi ingår i släktet Diadegma och familjen brokparasitsteklar. Inga underarter finns listade i Catalogue of Life.